# Castelnau-de-Médoc
Castelnau-de-Médoc is een gemeente in het Franse departement Gironde (regio Nouvelle-Aquitaine). De plaats maakt deel uit van het arrondissement Lesparre-Médoc. Castelnau-de-Médoc telde op 1 januari 2022 4.850 inwoners.

## Geografie
De oppervlakte van Castelnau-de-Médoc bedroeg op 1 januari 2022 23,92 vierkante kilometer; de bevolkingsdichtheid was toen 202,8 inwoners per km².

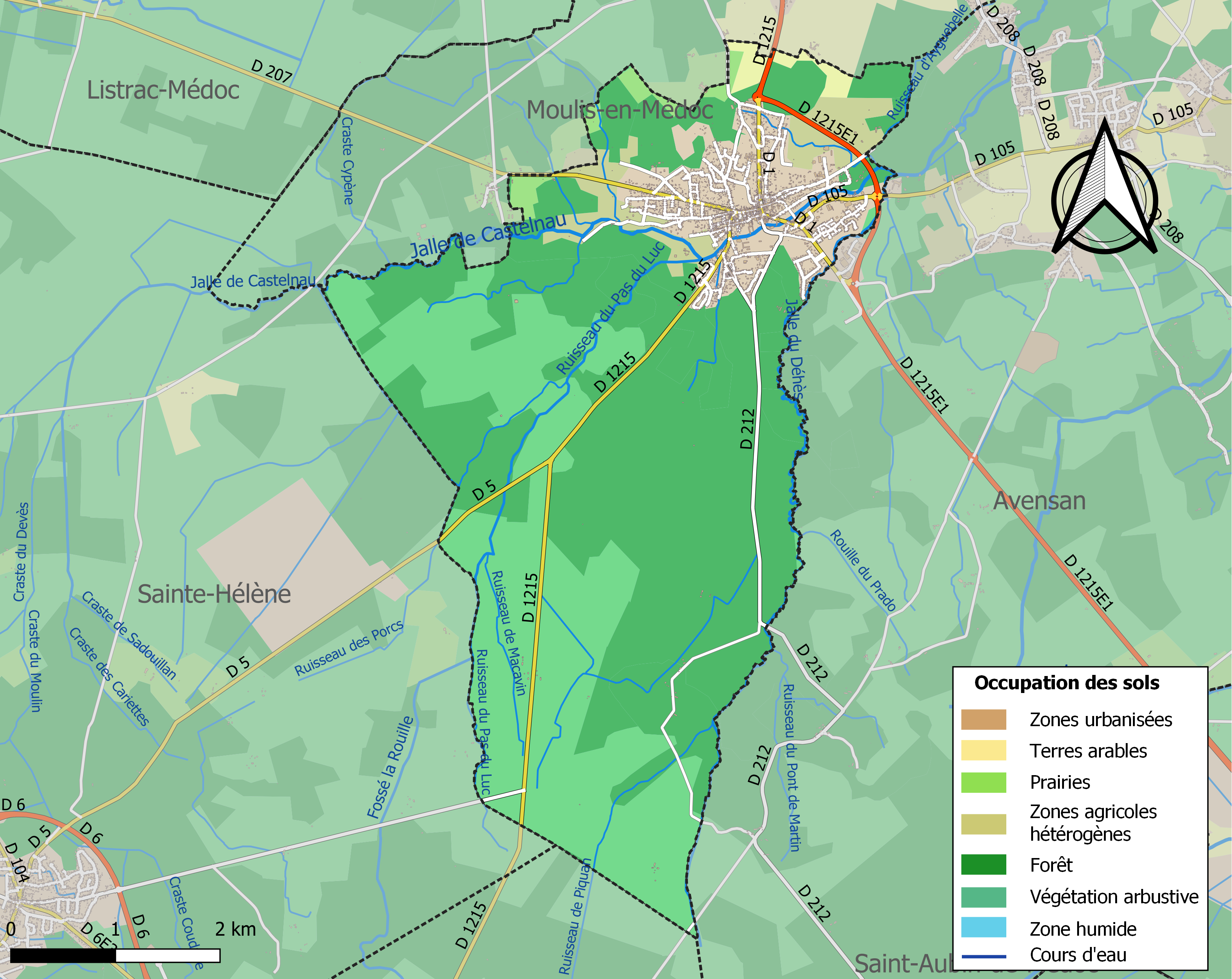
Kaart van de gemeente met belangrijkste infrastructuur, bodemgebruik en omliggende gemeenten

## Demografie
Onderstaande figuur toont het verloop van het inwonertal (bron: INSEE-tellingen).

## Afbeeldingen

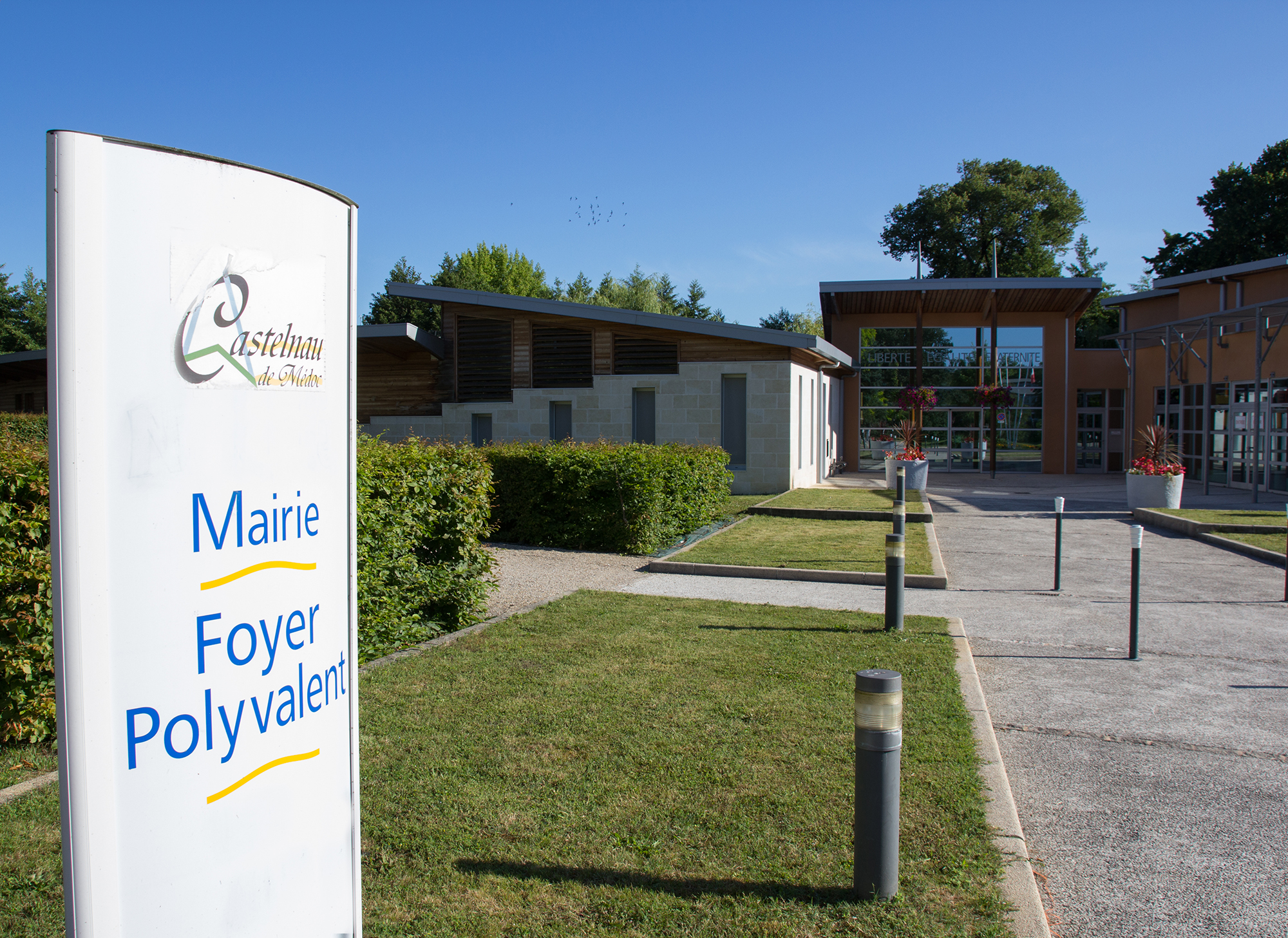
Gemeentehuis
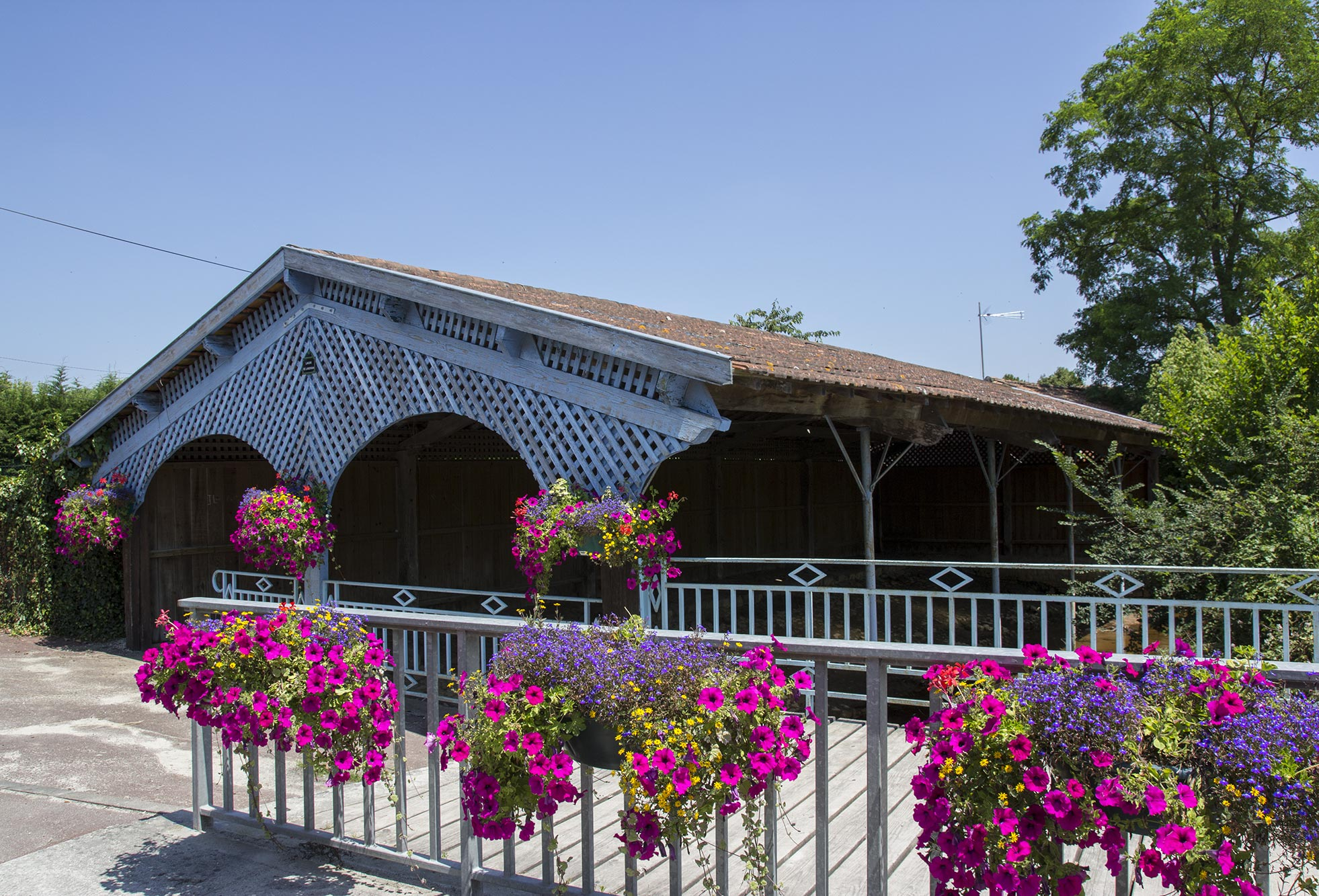
Lavoir (openbare wasplaats)
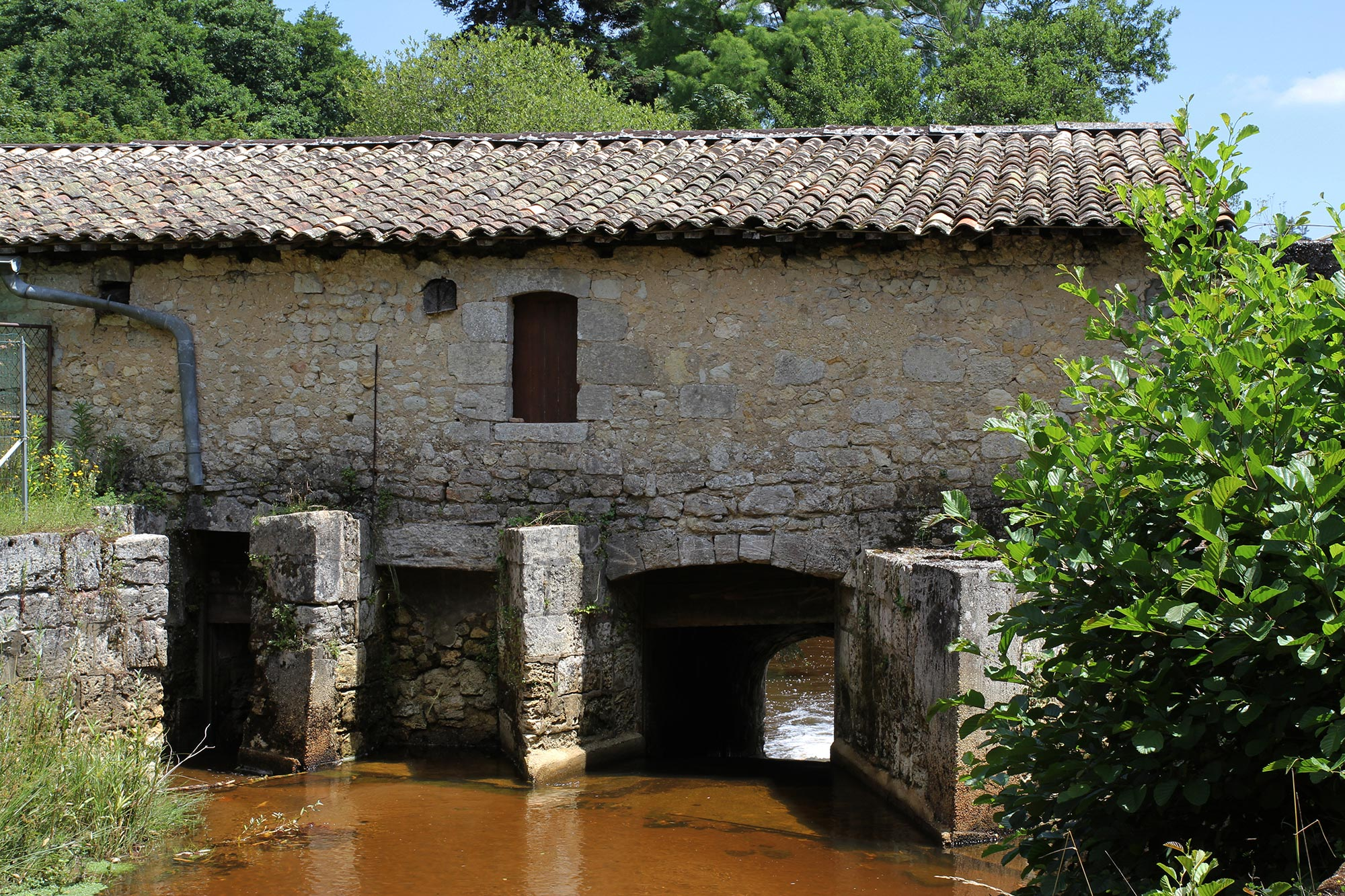
Watermolen